# 约瑟夫·文图斯
约瑟夫·文图斯（捷克語：Josef Věntus，1931年2月17日—2001年12月29日），捷克男子赛艇运动员。他曾代表捷克斯洛伐克参加1956年、1960年和1964年夏季奥林匹克运动会赛艇比赛，获得二枚铜牌。